# Game Informer
《Game Informer》（GI）是美國的电子游戏月刊，由GameStop公司經營與發行，內容包含特色報導、遊戲新聞、遊戲攻略及評論。成立於1991年8月，當時只發行6頁的免費雜誌。今日，Game Informer已達到750萬訂戶，並在2011年底成為第4大雜誌。
2009年9月，也是12月即將出滿200期的前夕，《Game Informer》重新設計了雜誌和網頁。慶祝200期的12月份雜誌裡，《薩爾達傳說》被評為有史以來最佳遊戲。
2012年11月8日，他們推出了第236期12月份雜誌，內容率先公布長達18頁（電子版23頁）的《俠盜獵車手V》的訊息，並以此當作鼓吹訂閱廣告。

## 評論
《Game Informer》雜誌評論各遊戲平台的遊戲。在2009年雜誌重新設計前，還有「Classic GI」專題評論舊的遊戲。雜誌員工還會以1.0－10.0分（每0.25为一級距）來評分遊戲，1分表示差到極點；7分是普通，可以玩但有缺陷；10分是非常稀少的，是突出並接近完美的遊戲。到今日，大約有22個遊戲被評為10分，列表如下:
- 超級瑪利歐世界
- 托尼·霍克職業滑板2
- 潛龍諜影2：自由之子
- 俠盜獵車手：罪惡城市
- 俠盜獵車手III
- 密特羅德 融合
- 薩爾達傳說 風之律動
- 瑞奇与叮当3
- 最後一戰2
- 俠盜獵車手：聖安地列斯
- 惡靈古堡4
- 戰神 (動作遊戲)
- 薩爾達傳說：曙光公主
- 生化奇兵
- 決勝時刻4：現代戰爭
- 俠盜獵車手IV
- 潛龍諜影4：愛國者之槍
- 秘境探險2：盜亦有道
- 戰神III
- 星海爭霸II：自由之翼
- 蝙蝠俠：阿卡姆之城
- 薩爾達傳說 Skyward Sword
- 質量效應3

有些遊戲則獲得低於1分的評價，例如《Batman: Dark Tomorrow》獲得0.75分、《Shrek: Fairy Tale Freakdown》獲得0.5分、《Kabuki Warriors》獲得0.5分。在Classic GI專題，《Marky Mark: Make My Video》獲得0分。

## 外部連結
- Game Informer （页面存档备份，存于）（英文）